# Ernst Hanisch (Mediziner)
Ernst Walter Hanisch (* 1953 in Forchheim) ist ein deutscher Chirurg und außerplanmäßiger Professor an der Johann Wolfgang Goethe-Universität in Frankfurt am Main.

## Werdegang
Hanisch besuchte zunächst von 1965 bis 1969 den kaufmännischen Zweig der Realschule in Forchheim und im Anschluss bis 1972 das Johannes-Scharrer-Gymnasium in Nürnberg. Nach dem Abitur studierte er an der Friedrich-Alexander-Universität Erlangen bis 1979 Humanmedizin und Zahnmedizin, wobei er sein praktisches Jahr als Humanmediziner (Arzt im Praktikum) als Stipendiat der französischen Regierung seit 1978 in Rennes in der Bretagne ableistete (Fachgebiete: Chirurgie, Innere Medizin, Neurologie). Nebenbei belegte er in seiner Studienzeit 1975 den Grundkurs der Theologie an der Domschule in Würzburg. Direkt im Anschluss an sein Studium erhielt er 1979 ein medizinisches Fachstipendium der Georg-Mayer-Franken-Lebert-Stiftung. 1980 promovierte er im Fachbereich Humanmedizin in Erlangen und leistete danach als Sanitätsoffizier von 1980 bis 1981 seinen Grundwehrdienst als Truppenarzt des Panzergrenadierbataillons 27 in Oberviechtach ab. Ab 1981 war er als Assistenzarzt an der Chirurgischen Universitätsklinik Erlangen tätig und promovierte 1984 auch im Fachbereich Zahnmedizin. Im Anschluss war er als Assistenzarzt bis Mitte 1985 an der Klinik für Thorax-, Herz- und Gefäßchirurgie und dann an der Klinik für Allgemein- und Gefäßchirurgie in Frankfurt/Main tätig, bekam 1989 ein Stipendium der Deutschen Gesellschaft für Verdauungs- und Stoffwechselerkrankungen, schloss die Ausbildung zum Facharzt für Chirurgie 1990 ab und war weiterhin als Oberarzt an der Klinik für Allgemein- und Gefäßkrankheiten bis 1991 aktiv. Nach einem Studienaufenthalt in San Francisco am Presbyterian Medical Center, wo er sich schwerpunktmäßig mit den Besonderheiten bei Lebertransplantationen im Kindesalter befasste, war er von 1992 bis 1996 Mitglied im Programmkomitee der Deutschen Gesellschaft für Gastroenterologie. Er habilitierte Anfang 1995 im Bereich Chirurgie und spezialisierte sich danach auf Viszeralchirurgie. 1997 folgte ein Studienaufenthalt an der University of Pittsburgh mit dem Schwerpunkt der Dünndarmtransplantation. Zwischen 1997 und 1999 war er Unterrichtsbeauftragter des Zentrums der Chirurgie am Fachbereich Humanmedizin der Johann Wolfgang Goethe-Universität Frankfurt/Main und ab 26. Oktober 1998 außerplanmäßiger Professor an selbiger Hochschule. Während eines weiteren U.S.A.-Aufenthalts 1999, gefördert mit einem Reisestipendium der Deutschen Gesellschaft für Chirurgie, befasste sich Hanisch mit den Themen Laparoskopische Operationsverfahren und Evidenzbasierte Medizin. Ab September 2000 war er Chefarzt der Chirurgischen Klinik am Knappschaftskrankenhaus Dortmund und seit Juli 2003 ist er Ärztlicher Direktor und Chefarzt der Klinik für Allgemein-, Viszeral- und Endokrine Chirurgie der Asklepios Klinik in Langen.
Im Bereich der minimalinvasiven Chirurgie setzte Hanisch als erster in Deutschland den fernsteuerbaren „Da Vinci“-OP-Roboter im Bauchraum ein und führte später im Rahmen des Internationalen Robotic Surgery-Kongresses eine Live-Teleoperation vor internationalem Publikum durch.
Hanisch ist Mitglied der Deutschen Gesellschaft für Chirurgie, der Bayerischen Chirurgenvereinigung,  der Deutschen Gesellschaft für Endokrinologie, der Deutschen Gesellschaft für Verdauungs- und Stoffwechselerkrankungen und der interdisziplinären Arbeitsgruppen der DIVI für Multiorganversagen und für Qualitätssicherung auf der Intensivstation.